# Rukaj
Rukaj è una frazione del comune di Mat in Albania (prefettura di Dibër).
Fino alla riforma amministrativa del 2015 era comune autonomo, dopo la riforma è stato accorpato, insieme agli ex-comuni di Baz, Burrel, Derjan, Komsi, Lis, Macukull e Ulëza costituire la municipalità di Mat.

## Località
Il comune era formato dall'insieme delle seguenti località:
- Bruc
- Prelle
- Rremull
- Rukaj
- Lac
- Urak